# (4429) Chinmoy
(4429) Chinmoy – planetoida z grupy pasa głównego asteroid okrążająca Słońce w ciągu 3,67 lat w średniej odległości 2,38 j.a. Została odkryta 12 września 1978 roku w Krymskim Obserwatorium Astrofizycznym w Naucznym na Półwyspie Krymskim przez Nikołaja Czernycha. Nazwa planetoidy pochodzi od Śri Chinmoya (1931–2007), bengalskiego filozofa, poety i pisarza. Przed nadaniem nazwy planetoida nosiła oznaczenie (4429) 1978 RJ2.

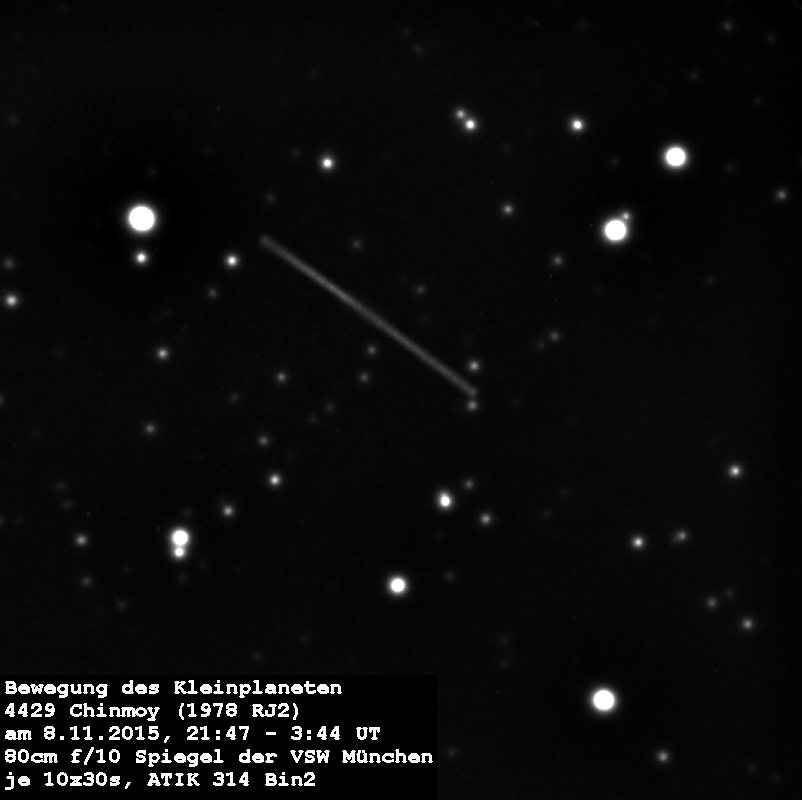
Zdjęcie (4429) Chinmoy na tle gwiazd